# جيم كوكس (مؤرخ)
جيم كوكس (بالإنجليزية: Jim Cox)‏ هو مؤرخ أمريكي، ولد في 22 أكتوبر 1939.